# Unia Armeńsko-Gruzińska
Unia Armeńsko-Gruzińska (ros. Армяно-грузинский унион, fr. l’Union arméno-géorgienne) – emigracyjna organizacja Ormian i Gruzinów w II poł. lat 30. XX wieku.
Organizacja powstała w maju 1936 w Paryżu z inicjatywy emigrantów gruzińskich z Gruzińskiej Partii Narodowo-Demokratycznej i armeńskich z Armeńskiej Federacji Rewolucyjnej (tzw. dasznaków). Gruzini zamierzali w ten sposób pozyskać do idei konfederacji kaukaskiej Ormian, którzy tradycyjnie byli wrodzy Azerom. Jednocześnie oba środowiska emigranckie zamierzały porozumieć się z władzami III Rzeszy, uznając krach  idei prometejskiej, realizowanej przez Polaków. Na czele Unii stanął Dawid Wacznadze. Organem prasowym organizacji był miesięcznik „Unia Armeńsko-Gruzińska”, wydawany po rosyjsku, armeńsku i gruzińsku. Przetrwała ona do okupacji Francji przez wojska niemieckie latem 1940 r. Większość członków Unii, zarówno Gruzinów, jak też Ormian, podczas II wojny światowej podjęła współpracę z Niemcami.